# Nyerges gólya
A nyerges gólya (Ephippiorhynchus senegalensis) a madarak (Aves) osztályának a gólyaalakúak (Ciconiiformes) rendjébe, ezen belül a gólyafélék (Ciconiidae) családjába tartozó faj.

## Elterjedése, élőhelye
Afrikában a Szaharától délre él, egészen Dél-Afrikáig.
Sekély vizű tavak, mocsarak és nyílt nedves szavannák lakója.

## Megjelenése
A gólyafélék családjának legnagyobb testű képviselője. 
Magassága 150 centiméter, szárnyfesztávolsága 270 centiméter.  Csőrén sárga színű nyereg található. Jellegzetessége még a piros színű lábízülete.
Hangja –mint a gólyaféléknek általában – nincs, de a fehér gólyához hasonlóan két csőrkávájának ritmikus összeütögetésével kelepel.
|  |  |

## Életmódja
Monogám párokban élő faj. Többnyire egész évben párosával látható, nagyobb csapatokat nem alkot soha.
Többféle módon vadászik, néha lesből döf le halakat, vagy csőrével az iszapban keresgél, és ha valami élőlényhez hozzáér azt is elkapja, de a lábát is használja az iszap felkavarására és a táplálék megtalálására.

## Szaporodása
A párok szétterjesztett szárnyakkal udvarolnak a násztánc közben. Fákon vagy bokrokon fészkel. Fészkei mindig magányosan állnak, telepeket sosem alkot a faj. 
Fészkelési időszaka óriási leterjedési területén nem azonos időben van, mindig az esős évszakhoz alkalmazkodva költ. 
Fészekalja egyetlen fehér tojásból áll. A költésben, majd a fióka felnevelésében mindkét szülőmadár részt vesz.
|  |

## Egyéb
Európában az Európai Állatkertek és Akváriumok Szövetsége felügyelete alá tartozó Európai Veszélyeztetett Fajok Programja (EEP) keretében tenyésztik a faj egyedeit.
Színpompás kinézete és impozáns mérete miatt kedvelt állatkerti fajnak számít. Magyarországon csak a debreceni Nagyerdei Kultúrparkban látható, egy pár él ott.